# Jesse McCartney

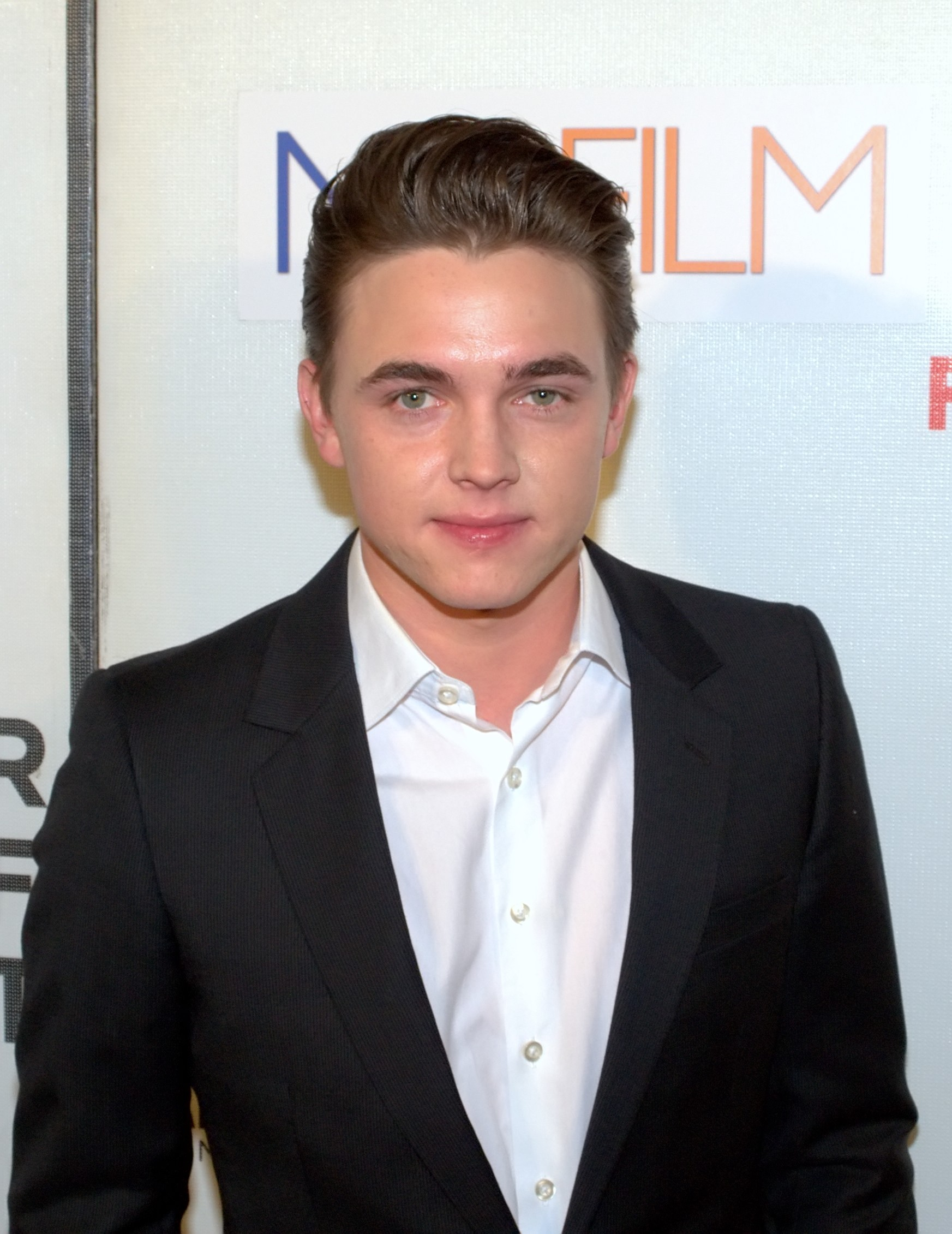
Jesse McCartney (2010)

Jesse Arthur McCartney (* 9. April 1987 in New York City, New York) ist ein US-amerikanischer Schauspieler, Synchronsprecher, Sänger und Songwriter.

## Leben
Jesse McCartney spielte bereits im Alter von sieben Jahren in verschiedenen Musicals. 1998 erhielt er die Rolle des Adam Chandler in der seit 1970 in den USA ausgestrahlten Fernsehserie All My Children. Von 1999 bis 2002 war er Mitglied der Boygroup Dream Street, die allerdings aufgrund juristischer Auseinandersetzungen zerbrach.
Er begann 2002, seine erste EP mit dem Titel Jmac aufzunehmen, die Tracks wie Don't You, Crushing usw. enthält. 2003 startete er mit den Aufnahmen zu Beautiful Soul, unterbrach diese aber, um nach Los Angeles zu ziehen und dort die Serie Summerland Beach zu drehen. Die Serie wurde trotz hoher Einschaltquoten nach zwei Staffeln abgesetzt. McCartney sang auf dem Summerland-Soundtrack den sogenannten Summerland-Song zusammen mit seiner Kollegin Sara Paxton. Außerdem enthielt der Soundtrack seinen Titel Get Your Shine On.
Am 28. September 2004 brachte McCartney mit Beautiful Soul sein erstes Solo-Album auf den Markt, welches in Australien zeitweise Platz 1 der Charts erreichte. 2005 machte er seinen High-School-Abschluss. Am 19. September 2006, fast genau zwei Jahre nach seinem Debüt, veröffentlichte er sein zweites Album Right Where You Want Me. In Deutschland erschien das Album am 29. September 2006. Das erste Video zu seinem zweiten Longplayer hieß ebenfalls Right Where You Want Me. Mittlerweile hat er in Amerika sein drittes Album, Departure, auf den Markt gebracht.
McCartney ist inzwischen auch als Songwriter tätig. Seinen ersten großen Hit hatte er mit dem Titel Bleeding Love, den er zusammen mit Ryan Tedder (OneRepublic) für die britische Sängerin Leona Lewis schrieb. Der Song war ein internationaler Erfolg.
Von Februar bis Mai 2020 nahm McCartney als Turtle an der dritten Staffel des US-amerikanischen Ablegers von The Masked Singer teil, in der er den zweiten von insgesamt 18 Plätzen erreichte. In der sechsten Staffel derselben Sendung bot er mit dem Kandidaten Bull im Halbfinale ein Duett dar.
Jesse McCartney hat zwei jüngere Geschwister, Lea (* 17. Juli 1991) und Timothy (* 20. Dezember 1996).
Am 23. Oktober 2021 heiratete McCartney die US-amerikanische Schauspielerin Katie Peterson, mit der er seit 2012 liiert und seit 2019 verlobt war.

## Diskografie

### Studioalben
| Jahr | Titel                   | Höchstplatzierung, Gesamtwochen, AuszeichnungChartplatzierungen (Jahr, Titel, Platzierungen, Wochen, Auszeichnungen, Anmerkungen) | Höchstplatzierung, Gesamtwochen, AuszeichnungChartplatzierungen (Jahr, Titel, Platzierungen, Wochen, Auszeichnungen, Anmerkungen) | Höchstplatzierung, Gesamtwochen, AuszeichnungChartplatzierungen (Jahr, Titel, Platzierungen, Wochen, Auszeichnungen, Anmerkungen) | Höchstplatzierung, Gesamtwochen, AuszeichnungChartplatzierungen (Jahr, Titel, Platzierungen, Wochen, Auszeichnungen, Anmerkungen) | Höchstplatzierung, Gesamtwochen, AuszeichnungChartplatzierungen (Jahr, Titel, Platzierungen, Wochen, Auszeichnungen, Anmerkungen) | Anmerkungen                                                                |
| Jahr | Titel                   | DE | AT | CH | UK | US | Anmerkungen                                                                |
| ---- | ----------------------- | --- | --- | --- | --- | --- | -------------------------------------------------------------------------- |
| 2004 | Beautiful Soul          | DE16 (7 Wo.)DE | AT28 (6 Wo.)AT | CH50 (5 Wo.)CH | UK53 (2 Wo.)UK | US15 Platin · (69 Wo.)US | Erstveröffentlichung: 28. September 2004 Charteinstieg in Europa erst 2006 |
| 2006 | Right Where You Want Me | — | — | CH90 (1 Wo.)CH | — | US15 (14 Wo.)US | Erstveröffentlichung: 13. September 2006                                   |
| 2008 | Departure               | — | — | — | UK97 (1 Wo.)UK | US14 (24 Wo.)US | Erstveröffentlichung: 20. Mai 2008                                         |
| 2014 | In Technicolor          | — | — | — | — | US35 (2 Wo.)US | Erstveröffentlichung: 22. Juli 2014                                        |

### Livealben
| Jahr | Titel                         | Höchstplatzierung, Gesamtwochen, AuszeichnungChartplatzierungen (Jahr, Titel, Platzierungen, Wochen, Auszeichnungen, Anmerkungen) | Höchstplatzierung, Gesamtwochen, AuszeichnungChartplatzierungen (Jahr, Titel, Platzierungen, Wochen, Auszeichnungen, Anmerkungen) | Höchstplatzierung, Gesamtwochen, AuszeichnungChartplatzierungen (Jahr, Titel, Platzierungen, Wochen, Auszeichnungen, Anmerkungen) | Höchstplatzierung, Gesamtwochen, AuszeichnungChartplatzierungen (Jahr, Titel, Platzierungen, Wochen, Auszeichnungen, Anmerkungen) | Höchstplatzierung, Gesamtwochen, AuszeichnungChartplatzierungen (Jahr, Titel, Platzierungen, Wochen, Auszeichnungen, Anmerkungen) | Anmerkungen                             |
| Jahr | Titel                         | DE | AT | CH | UK | US | Anmerkungen                             |
| ---- | ----------------------------- | --- | --- | --- | --- | --- | --------------------------------------- |
| 2005 | Live: The Beautiful Soul Tour | — | — | — | — | US153 (6 Wo.)US | Erstveröffentlichung: 15. November 2005 |

Weitere Alben
- 2001: Dream Street (mit Dream Street)
- 2002: The Biggest Fan (mit Dream Street)
- 2003: JMac
- 2005: Up Close
- 2005: Off the Record
- 2008: Leavin’
- 2009: It’s Over
- 2009: Departure: Recharged
- 2009: Live At the House of Blues, Sunset Strip

### Singles
| Jahr | Titel Album                              | Höchstplatzierung, Gesamtwochen, AuszeichnungChartplatzierungen (Jahr, Titel, Album, Platzierungen, Wochen, Auszeichnungen, Anmerkungen) | Höchstplatzierung, Gesamtwochen, AuszeichnungChartplatzierungen (Jahr, Titel, Album, Platzierungen, Wochen, Auszeichnungen, Anmerkungen) | Höchstplatzierung, Gesamtwochen, AuszeichnungChartplatzierungen (Jahr, Titel, Album, Platzierungen, Wochen, Auszeichnungen, Anmerkungen) | Höchstplatzierung, Gesamtwochen, AuszeichnungChartplatzierungen (Jahr, Titel, Album, Platzierungen, Wochen, Auszeichnungen, Anmerkungen) | Höchstplatzierung, Gesamtwochen, AuszeichnungChartplatzierungen (Jahr, Titel, Album, Platzierungen, Wochen, Auszeichnungen, Anmerkungen) | Anmerkungen                                                             |
| Jahr | Titel Album                              | DE | AT | CH | UK | US | Anmerkungen                                                             |
| ---- | ---------------------------------------- | --- | --- | --- | --- | --- | ----------------------------------------------------------------------- |
| 2004 | Beautiful Soul                           | DE25 (9 Wo.)DE | AT8 (13 Wo.)AT | CH22 (13 Wo.)CH | UK16 Silber · (8 Wo.)UK | US16 ×3Dreifachplatin · (20 Wo.)US | Erstveröffentlichung: 12. August 2004 Charteinstieg in Europa erst 2006 |
| 2005 | She’s No You Beautiful Soul              | — | — | — | — | US91 (3 Wo.)US | Erstveröffentlichung: 5. April 2005                                     |
| 2006 | Right Where You Want Me                  | — | — | CH72 (2 Wo.)CH | UK54 (2 Wo.)UK | US33 (9 Wo.)US | Erstveröffentlichung: 26. August 2006                                   |
| 2006 | Just So You Know Right Where You Want Me | DE90 (1 Wo.)DE | — | — | — | — | Erstveröffentlichung: 7. Dezember 2006                                  |
| 2008 | Leavin’ Departure                        | — | — | — | UK48 (5 Wo.)UK | US10 ×3Dreifachplatin · (24 Wo.)US | Erstveröffentlichung: 10. März 2008                                     |
| 2008 | It’s Over Departure                      | — | — | — | — | US62 (5 Wo.)US | Erstveröffentlichung: 25. August 2008                                   |
| 2009 | How Do You Sleep? Departure: Recharged   | — | — | — | — | US26 (20 Wo.)US | Erstveröffentlichung: 20. Januar 2009 feat. Ludacris                    |
| 2009 | Body Language Departure: Recharged       | — | — | — | — | US35 Platin · (15 Wo.)US | Erstveröffentlichung: 8. September 2009 feat. T-Pain                    |
| 2010 | Shake –                                  | — | — | — | — | US54 (12 Wo.)US | Erstveröffentlichung: 21. September 2010                                |

Weitere Singles
- 2005: Get Your Shine On
- 2005: Because You Live
- 2013: Back Together
- 2014: Superbad
- 2014: Punch Drunk Recreation

## Auszeichnungen für Musikverkäufe
| 2× Platin-Schallplatte - Neuseeland - 2024: für die Single Beautiful Soul |

Anmerkung: Auszeichnungen in Ländern aus den Charttabellen bzw. Chartboxen sind in ebendiesen zu finden.
| Land/RegionAuszeichnungen für Musikverkäufe (Land/Region, Auszeichnungen, Verkäufe, Quellen) | Silber  | Gold | Platin       | Verkäufe  | Quellen          |
| -------------------------------------------------------------------------------------------- | ------- | ---- | ------------ | --------- | ---------------- |
| Neuseeland (RMNZ)                                                                            | —       | —    | 2× Platin2   | 60.000    | radioscope.co.nz |
| Vereinigte Staaten (RIAA)                                                                    | —       | —    | 8× Platin8   | 8.000.000 | riaa.com         |
| Vereinigtes Königreich (BPI)                                                                 | Silber1 | —    | —            | 200.000   | bpi.co.uk        |
| Insgesamt                                                                                    | Silber1 | —    | 10× Platin10 |           |                  |

## Filmografie (Auswahl)
Als Schauspieler
- 1998–2001, 2006: All My Children (Seifenoper)
- 2000: Law & Order (Fernsehserie, Episode 11x08)
- 2001: The Pirates of Central Park
- 2002: The Biggest Fan
- 2004: Hallo Holly (Fernsehserie, Episode 3x03)
- 2004–2005: Summerland Beach (Summerland, Fernsehserie, 26 Episoden)
- 2005: Pizza
- 2005: Hotel Zack & Cody (The Suite Life of Zack & Cody, Fernsehserie, Episode 1x17)
- 2006: Celebrity Duets (Fernsehserie, 2 Episoden)
- 2007: Hannah Montana (Fernsehserie, Episode 2x12)
- 2008: Keith
- 2008: Law & Order: Special Victims Unit (Fernsehserie, Episode 10x06)
- 2008: Greek (Fernsehserie, 6 Episoden)
- 2011: Beware the Gonzo
- 2012: CSI: Vegas (CSI: Crime Scene Investigation, Fernsehserie, Episode 12x14)
- 2012: Chernobyl Diaries
- 2013: Army Wives (Fernsehserie, 10 Episoden)
- 2014–2015: Young & Hungry (Fernsehserie, 7 Episoden)
- 2016: Fear the Walking Dead (Fernsehserie, 2 Episoden)

Als Synchronsprecher
- 2006: Kingdom Hearts II (Stimme von Roxas)
- 2008: Alvin und die Chipmunks – Der Kinofilm (Alvin and the Chipmunks, Stimme von Theodore)
- 2008: Horton hört ein Hu! (Horton Hears a Who!, Stimme von Jojo)
- 2008: Tinkerbell (Tinker Bell, Stimme von Terence)
- 2009: Tinkerbell – Die Suche nach dem verlorenen Schatz (Tinker Bell and the Lost Treasure, Stimme von Terence)
- 2009: Alvin und die Chipmunks 2 (Alvin and the Chipmunks: The Squeakquel, Stimme von Theodore)
- 2009: Kingdom Hearts 358/2 Days (Stimme von Roxas)
- 2010: Kingdom Hearts Birth by Sleep (Stimme von Ventus)
- 2010: Tinkerbell – Ein Sommer voller Abenteuer (Tinker Bell and the Great Fairy Rescue, Stimme von Terence)
- 2010–2013: Young Justice (Fernsehserien, Stimme von Robin)
- 2011: Kingdom Hearts coded (Stimme von Roxas)
- 2011: Alvin und die Chipmunks 3: Chipbruch (Stimme von Theodore)
- 2012: Das Geheimnis der Feenflügel (Secret of the Wings, Stimme von Terence)
- 2012: Jets – Helden der Lüfte (Ot vinta 3D, Stimme von Cyclone)
- 2012: Kingdom Hearts 3D: Dream Drop Distance (Stimme von Roxas)
- 2014: Tinkerbell und die Piratenfee (The Pirate Fairy, Stimme von Terence)
- 2015: Alvin und die Chipmunks – Road Chip (Alvin and the Chipmunks: The Road Chip, Stimme von Theodore)
- 2019: Kingdom Hearts III (Stimmen von Roxas & Ventus)

## Auszeichnungen
Nominierungen
- 2001: Emmy für die Best Performance by a Younger Actor in a Daytime Television Series
- 2002: Emmy für die Best Performance by a Younger Actor in a Daytime Television Series
- 2002: Soap Opera Digest Award
- 2007: Best Male Singer, Nickelodeons Kids Choice Awards

Gewonnene Auszeichnungen
- 2002: Young Artist Award
- 2002: Young Artist Award
- 2004: Coolest Teen, Family TV Award
- 2006: Best Male Artist, Nickelodeons Kids Choice Awards
- 2006: Lacrima Award bei den italienischen TRL Awards
- 2009: Best Male Singer, Nickelodeons Kids Choice Awards
- 2010: Best Movie Award, Nickelodeons Kids Choice Awards (Alvin & the Chipmunks: the Squekquel)
- 2012: Best Movie Award, Nickelodeons Kids Choice Awards (Alvin & the Chipmunks: Chipwracked)